# Maurice Vaucaire
Maurice Vaucaire (Versailles, 2 luglio 1863 – Neuilly-sur-Seine, 10 febbraio 1918) è stato un drammaturgo e romanziere francese.
Parallelamente alla propria attività come autore di poesie, romanzi e libretti per opera e operetta, Vaucaire si occupò delle traduzioni in francese di Manon Lescaut e La fanciulla del West di Giacomo Puccini e della stesura di alcuni libretti per dei progetti operistici dello stesso Puccini, mai portati a termine.

## Biografia
Segretario della Compagnie des chemins de fer du Sud de la France, Maurice Vaucaire fece il suo debutto al celebre locale Le Chat noir intorno al 1890, dove conobbe il compositore Paul Delmet, con il quale scrisse alcune canzoni, tra cui Petit chagrin, À la belle star, Chanson de rien, Mirlitaine et Mirliton, Avril, Les Petits Pavés, divenute poi molto popolari.
Tra i suoi testi più famosi c'è quello per La Chanson du cœur brisé, conosciuta negli Stati Uniti d'America con il titolo Song of Songs. Ha pubblicato una raccolta di poesie per ragazzi, Maman chante avec nous, musicate per pianoforte da Henri Büsser.
Autore prolifico, pubblicò otto raccolte di poesie, diciotto romanzi, diciotto opere teatrali e dieci libretti di opere o operette, tra cui quello di Hans, il suonatore di flauto, musicato da Louis Ganne, e gli adattamenti francesi di Manon Lescaut e La fanciulla del West.
È suo il libretto dell'opera Conchita, di Riccardo Zandonai, poi tradotto in italiano da Carlo Zangarini.
È il padre del paroliere Michel Vaucaire (Brissago, Svizzera, 1904-1980) marito della cantante Geneviève Collin, conosciuta con lo pseudonimo di Cora Vaucaire (1918-2011).